# Beijerinckiaceae
Las Beijerinckiaceae son una familia de Rhizobiales. Las Beijerinckia son bacterias de vida libre fijadoras de nitrógeo del aire.
- Datos: Q814707
- Especies: Beijerinckiaceae